# Surahammar (commune)
La commune de Surahammar est une commune suédoise du comté de Västmanland. Environ 10 080 personnes y vivent (2020). Son chef-lieu se situe à Surahammar.

## Localités principales
- Ramnäs
- Surahammar
- Virsbo